# Tréguier
Tréguier (Bretons: Landreger) is een gemeente in het Franse departement Côtes-d'Armor (regio Bretagne). De plaats maakt deel uit van het arrondissement Lannion. Tréguier telde op 1 januari 2022 2.349 inwoners. 
Tréguier is een oude bisschopsstad die op de hellingen van een heuvel aan de westoever van de Jaudy ligt, op een afstand van 15 km ten westen van Paimpol. Elk jaar in mei wordt een religieuze processie gehouden, het "Pardon". Eveneens volgen dan ook de Fest-Noz-feesten.

## Bezienswaardigheden
Het middelpunt van de stad is de Place du Martray, waar een monument staat voor de uit Tréguier afkomstige Ernest Renan.

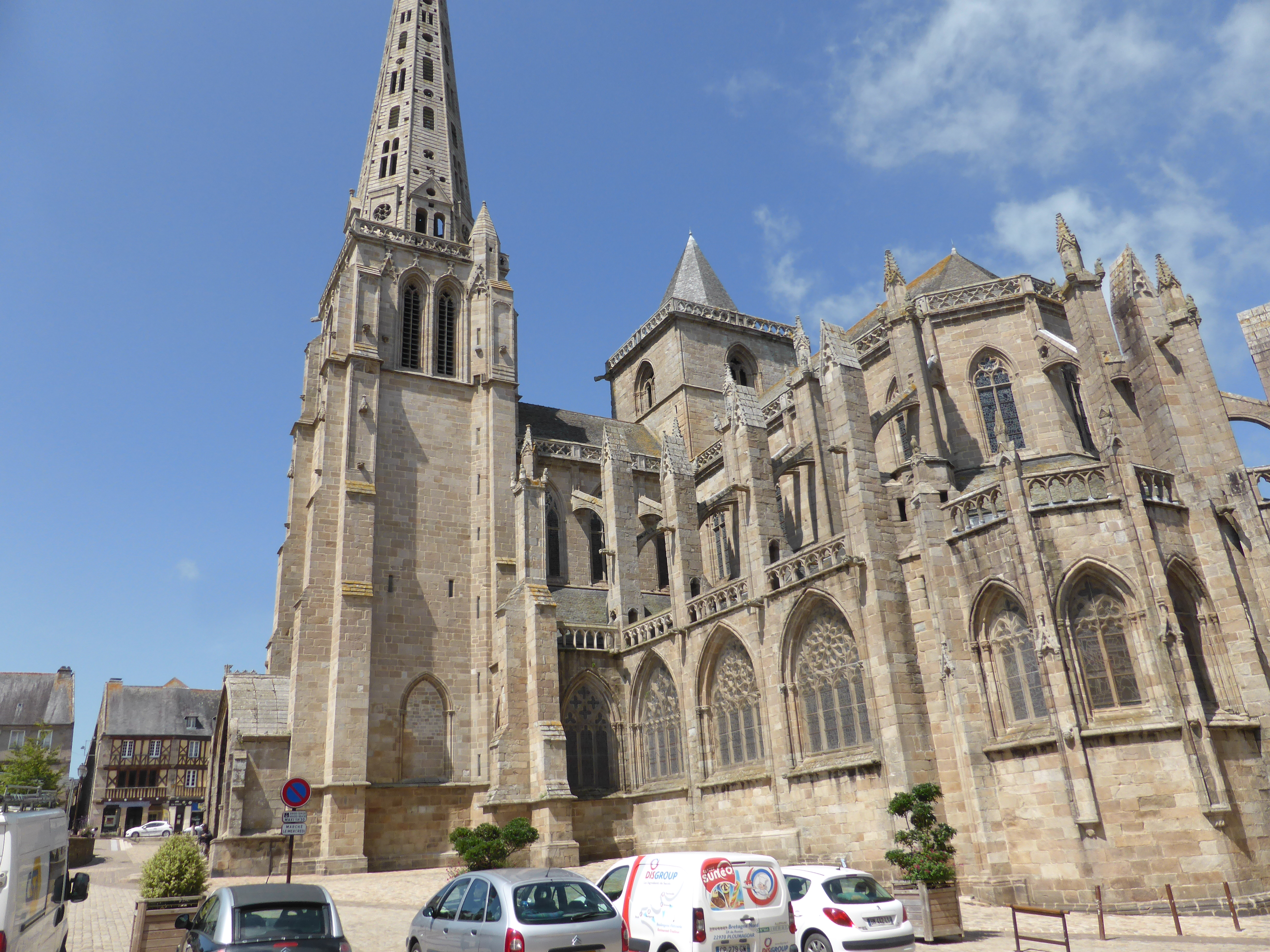
Kathedraal Saint-Tugdual

Aan het plein staat de voormalige kathedraal Saint-Tugdual, die herinnert aan de heilige Tugdual (gestorven circa 564), die in de 6e eeuw in de Trégot, het gebied rond Tréguier, als missionaris heeft gewerkt. Zij is in hoofdzaak een bouwwerk uit de 14e en 15e eeuw al zijn delen van voorafgaande bouwsels zijn nog bewaard gebleven. Van de drie torens van het dwarsschip is de romaanse Tour de Hastings van het noordelijke dwarsschip uit de 12e eeuw. Boven de viering verheft zich de niet afgebouwde gotische Tour du Sanctuaire. Tot het zuidelijke dwarsschip behoort de hoofdtoren, de klokkentoren, die zich onderscheidt van de beide andere torens, door zijn opengewerkte torenspits uit de 18e eeuw en zijn hoogte van 63 meter.
Bij de verwoesting van het interieur in 1793, bleven het voortreffelijke hooggestoelte uit 1508-1509 en het Vlaamse bovenstuk van het hoogaltaar uit de 15e eeuw, gespaard. 
Het grafmonument van Saint-Yves (Ivo Hélory) is een in 1889 vervaardigde kopie van het in 1793 verwoeste grafmonument. De heilige Yves (1253-1303), is afkomstig uit het (tegenwoordig verdwenen) herenhuis Kermartin te Minihy-Tréguier. Hij werd priester en advocaat (advocaat der armen), kreeg de naam van een grote weldoener, en werd in 1347 door paus Clemens VI heilig verklaard. Hij werd de beschermheilige van Bretagne en van de advocaten. Een houten beeldengroep in het rechter dwarsschip, toont de Heilige Yves als advocaat tussen een arme en een rijke.
Het noordelijke dwarsschip geeft toegang tot een mooie gotische kruisgang uit 1450-1479, waar o.a. talrijke graftekens te zien zijn.
Vanuit de kerk voert de Rue Ernest Renan naar het oosten.
Het huis nº20 is het geboortehuis van Ernest Renan en is omgebouwd tot een museum.
Op 19 mei van elk jaar (sterfdag van Saint-Yves - 1303), vindt traditioneel het Pardon des Pauvres (bedevaart van de Armen) plaats, een processie die van Tréguier naar de kerk van Minihy-Tréguier, de geboorteplaats van deze heilige, leidt. In de loop van de 20e eeuw werd dit een processie van de advocaten, van wie Ivo de beschermheilige is. De processie wordt sinds de jaren 1970 gehouden op de derde zondag van mei. Alleen in zeer bijzondere gevallen kan het een zondag eerder of later gebeuren.

## Geografie
De oppervlakte van Tréguier bedraagt 1,52 km², de bevolkingsdichtheid is 1589 inwoners per km² (per 1 januari 2019).
De onderstaande kaart toont de ligging van Tréguier met de belangrijkste infrastructuur en aangrenzende gemeenten.

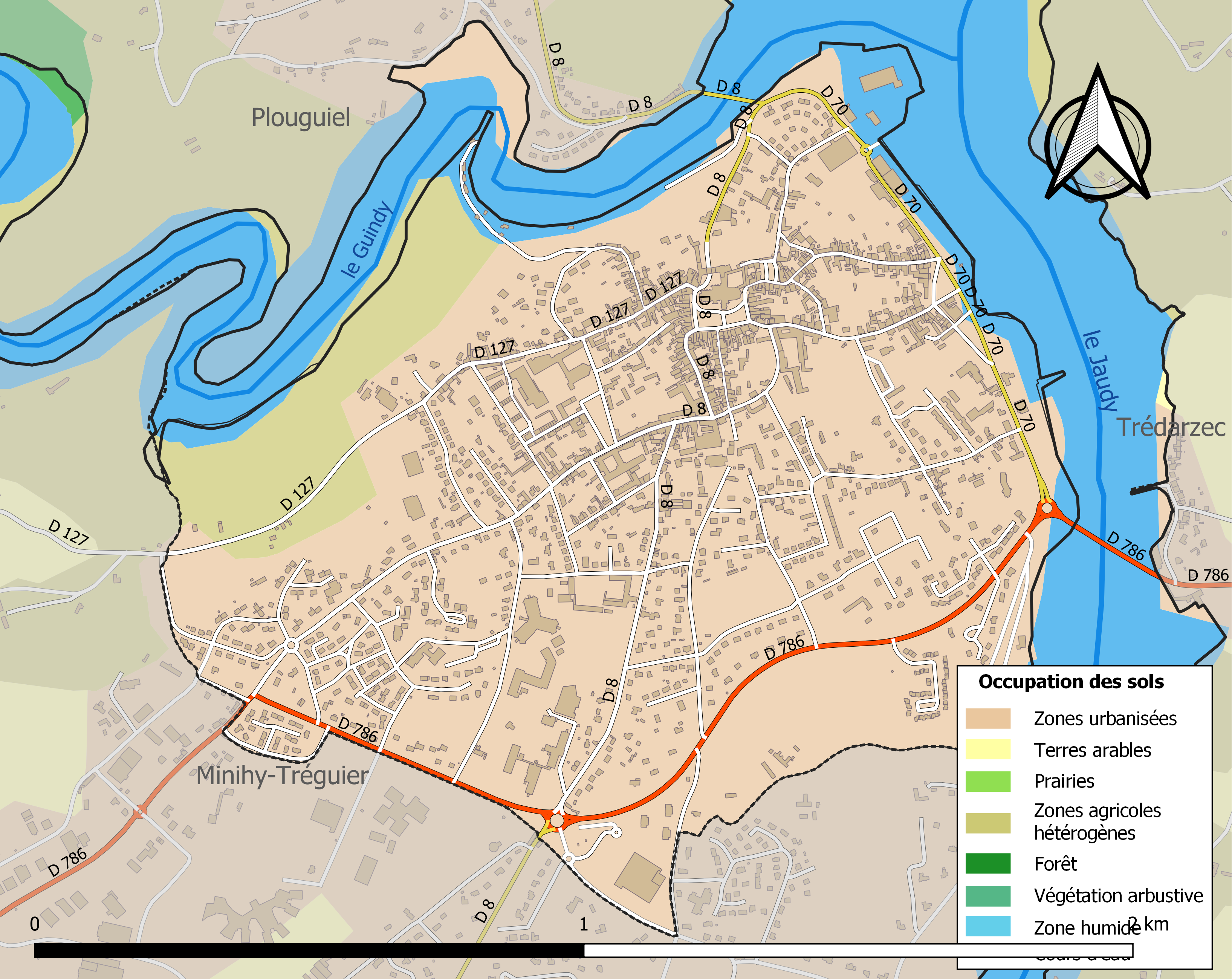

## Demografie
Onderstaande figuur toont het verloop van het inwonertal (bron: INSEE-tellingen).

## Geboren in Tréguier
- Ivo Hélory (1253-1303), priester en heilige
- Ernest Renan (1823-1892), historicus, filosoof, filoloog en schrijver